# Aabyhøj IF Basketball
Aabyhøj IF Basketball er en dansk basketballklub hjemmehørende i Århus og som består både en ungdoms- og eliteafdeling. Klubben blev grundlagt i 1963 som en selvstændig afdeling af Aabyhøj Idrætsforening.
Eliteafdelingens herrehold spiller i 2008/09-sæsonen i Canal Digital Ligaen, mens dameholdet spiller i Dameligaen. Klubben afvikler sine hjemmebanekampe i Aabyhallen. Herreholdet vandt DM sølv i 2002.

## Spillertrupperne i 2007/08 sæsonen

### Herretruppen
| Nummer |                       | Navn                 | Position | Årgang |
| ------ | --------------------- | -------------------- | -------- | ------ |
| 4      | Danmark               | Peder Linnet         | G/F      | 1981   |
| 5      | Danmark               | Mads Larsen          | G        | 1985   |
| 6      | Australien · Kroatien | Daniel Thomas        | G        | 1978   |
| 7      | Danmark               | Thomas Skotting      | F        | 1982   |
| 8      | Danmark               | Anders Hejgaard      | G        | 1980   |
| 9      | Danmark               | Simon Rønlev         | G/F      | 1983   |
| 10     | Danmark               | Henrik Sørensen      | G/F      | 1978   |
| 11     | Danmark               | Ronny Laier          | F        | 1987   |
| 12     | Danmark               | Konstantin Kazankov  | F        | 1982   |
| 13     | USA                   | Chris Gilliam        | C        | 1986   |
| 14     | USA                   | Joe Benjamin         | F/C      | 1983   |
| 15     | Danmark               | Allan Mortensen      | g        | 1977   |
| 16     | Danmark               | Anders Martinsen     | C        | 1983   |
| 17     | Danmark               | Tim Jessen           | G        | 1987   |
| 18     | Danmark               | Mathias Dræggert     | C        | 1987   |
| 19     | Danmark               | Rasmus Nørgaard      | C        | 1990   |
| 20     | Danmark               | Rune Eg              | F/C      | 1988   |
| 21     | Danmark               | Theodor Lien-Iversen | G        | 1991   |
| 22     | Danmark               | Martin Dan Jørgensen | F        | 1990   |
| 23     | Danmark               | Anton Elsner         | G        | 1990   |

### Dametruppen
| Nummer |         | Navn                      | Position | Årgang |
| ------ | ------- | ------------------------- | -------- | ------ |
| 4      | Danmark | Maria Jensen              | F        | 1990   |
| 5      | Danmark | Ida Tryggedson Pretzmann  | G        | 1990   |
| 6      | Danmark | Catharina Thielemann      | G/F      | 1987   |
| 7      | Danmark | Camilla Lauritzen         | F/C      | 1987   |
| 8      | Danmark | Stephanie Mannemar Jensen | G        | 1990   |
| 9      | Danmark | Bianca Morsøe             | G/F      | 1990   |
| 10     | Danmark | Sarah Lomholt             | F/C      | 1987   |
| 11     | Danmark | Sofie Venndt              | F/C      | 1983   |
| 12     | Danmark | Emilie Hesseldal          | F/C      | 1990   |
| 13     | Danmark | Fie Husted                | G/F      | 1984   |
| 15     | Danmark | Anne Fløe                 | F/C      | 1990   |
| 16     | Danmark | Ida Mark Krogh            | G/F      | 1990   |
| 17     | Danmark | Silje Sommer              | G        | 1991   |